# Moos-Schnellräuber
Der Moos-Schnellräuber (Tachyporus hypnorum) ist ein Käfer aus der Familie der Kurzflügler (Staphylinidae).

## Merkmale
Die Käfer erreichen eine Körperlänge von drei bis vier Millimetern und haben, wie auch die übrigen Vertreter der Gattung Tachyporus, einen auffällig zugespitzten Hinterleib. Der ganze Körper glänzt stark und ist schwarz gefärbt, der ansonsten ebenfalls schwarz glänzende Halsschild ist an den Seiten breit orangerot gefärbt. Die verkürzten Deckflügel (Elytren) sind gelblich-rot, der Bereich, der an den Halsschild anschließt und auch die Schildchenregion ist schwarz. Das Abdomen trägt mehrere kräftige, schwarze Borsten. Die Beine und die Basis der Fühler sind gelb.

## Vorkommen und Lebensweise
Die Tiere kommen in der Paläarktis bis in den Süden Norwegens, Zentralschwedens und -finnlands sowie auch auf den Britischen Inseln vor. Man findet sie vom Flachland bis in Höhen von über 2000 Meter auf verrottendem Pflanzenmaterial, in Feldern und Wäldern. Sie sind sehr häufig.

## Referenzen